# Taranis mayi
Taranis mayi é uma espécie de gastrópode do gênero Taranis, pertencente a família Raphitomidae.